# Фантазія (фільм, 1976)
«Фантазія» — радянський телефільм-балет 1976 року, знятий режисером Анатолієм Ефросом на студії «Екран» (Останкіно).

## Сюжет
Телефільм-балет за мотивами повісті І. С.Тургенєва «Весняні води».

## У ролях
- Майя Плісецька — Марина Миколаївна Полозова
- Інокентій Смоктуновський — Дмитро Санін
- Тетяна Вєдєнєєва — Джемма
- Андрій Попов — Іполит Полозов
- Анатолій Бєрдишев — Санін, балетна партія

## Знімальна група
- Режисер — Анатолій Ефрос
- Сценарист — Майя Плісецька
- Оператор — Володимир Ошеров
- Художник — Валерій Левенталь